# Álvaro Sobrinho

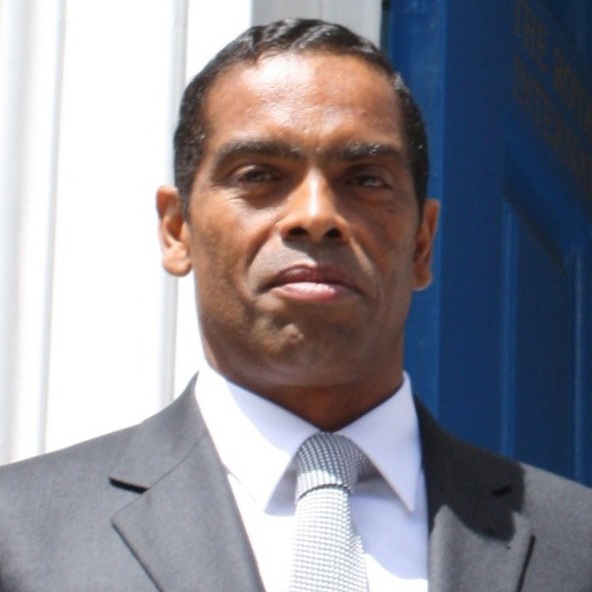
Álvaro Sobrinho (2014)

Álvaro de Oliveira Madaleno Sobrinho (* 1962 in Luanda) ist ein angolanischer Geschäftsmann und Banker.

## Berufsleben
Sobrinhos Eltern besaßen bereits vor dem Bürgerkrieg in Angola (1975–2002) eine Bäckerei und Immobilien. Sobrinho studierte an der Neuen Universität Lissabon Mathematik und Statistik. Nach seinem Studium in Portugal begann er seine Karriere bei der Versicherungsgesellschaft "World Trust".
Anfang der 1990er Jahre wechselte er zur Holdinggesellschaft Espírito Santo Financial Group, wo er bis zum Oktober 2012 CEO der Banco Espírito Santo Angola (BESA) war. Álvaro Sobrinho wurde auch zum Präsidenten des Planet Earth Institute (PEI) in London gewählt.

## Ermittlungen
In Portugal ist seit 2013 ein Gerichtsverfahren gegen Álvaro Sobrinho anhängig. Die portugiesischen und angolanischen Behörden werfen ihm Geldwäsche und Betrug vor. Bereits ein Jahr zuvor wurde Sobrinho von seinen Aufgaben als CEO der BESA entbunden, blieb allerdings als „Non-Executive Chairman“ im Dienst der Bank.
Nach der Insolvenz der portugiesischen Muttergesellschaft Espírito Santo International (ESI) 2014 stellte sich heraus, dass die Niederlassung BESA in Angola unsichere Kredite in einer Gesamthöhe von 5,7 Milliarden Dollar (4,2 Mrd. Euro) angehäuft hat, die zu 80 % aus Sobrinhos Amtszeit stammen sollen. Der angolanische Staat hat eine Garantie für die Kredite abgegeben. Mit 200 Millionen Euro soll Sobrinho sich selbst ungesichert kreditiert haben. Das portugiesische Departamento Central de Investigação e Ação Penal (Zentralabteilung Ermittlung und Strafverfolgung) beschuldigt Sobrinho der Geldwäsche von 80 Mio. Euro. In diesem Rahmen wurden im Sommer 2015 in Portugal Luxus-Immobilien Sobrinhos von der Staatsanwaltschaft beschlagnahmt.
Über seine Holding Holdimo hält Álvaro Sobrinho 29,9 % am Fußballklub Sporting Lissabon. Außerdem kaufte er sich in den portugiesischen Medienmarkt ein und kontrolliert die Publikationen Sol, Correio da Manhã sowie die Wirtschaftszeitung Jornal de Negócios.
In der Schweiz wird gegen den Ex-Chef der Banco Espirito Santo Angola seit 2014 ermittelt, weil er Vermögenswerte zweifelhafter Herkunft in die Schweiz verschoben hat – verwickelt ist auch die Credit Suisse. Am 13. August 2014 eröffnete die Bundesanwaltschaft ein Strafverfahren gegen Sobrinho wegen Geldwäscherei. Bis heute hat sie Vermögenswerte von über 160 Millionen Schweizer Franken blockiert.
Auf Mauritius musste Staatspräsidentin Ameenah Gurib-Fakim 2018 nach einem Korruptionsskandal zurücktreten: Sie hatte privat in erheblichem Umfang eine Kreditkarte des von Sobrinho dominierten Planet Earth Institute genutzt. Bestechung wurde vermutet, da Sobrinho in dem Inselstaat nach Anlagemöglichkeiten gesucht hatte.